# Mercédès Jellinek
Adriana Manuela Ramona Jellinek, detta Mercédès (Vienna, 16 settembre 1889 – Vienna, 23 febbraio 1929), era la figlia di Emil Jellinek che, nel 1902, volle dare il suo nome al marchio automobilistico Mercedes, divenuto poi Mercedes-Benz.

## Biografia
Fu terzogenita dell'austriaco Emil Jellinek e della sefardita marocchina Rachel Goggmann Cenrobert, ricevette il nome battesimale, diverso da quello anagrafico, di Maria de Las Mercedes Jellinek, in onore dell'omonima principessa delle Asturie: per questo motivo, in famiglia venne subito chiamata Mercedes.
Data la prematura morte della madre, avvenuta nel 1893, Mercedes era particolarmente legata al padre, console generale austro-ungarico a Nizza, pilota di automobili e, soprattutto, abile uomo d'affari.
L'affetto era completamente ricambiato, tanto che Emil Jellinek usava lo pseudonimo "Mercedes" per iscriversi alle gare automobilistiche dell'epoca e, dopo aver stretto un importante patto di collaborazione con Paul Daimler, nel 1900, impose come condicio sine qua non al proprio apporto finanziario che le vetture prodotte dalla Daimler-Motoren-Gesellschaft portassero il nome della figlia.
Mercedes Jellinek divenne celeberrima in tutto il mondo, quale ispiratrice di uno dei marchi automobilistici più famosi e diffusi. Ella, tuttavia, non condivise la passione paterna per le automobili e, anzi, non volle mai possederne una.
La breve esistenza di Mercedes si svolse quasi completamente a Vienna, dove studiò musica e canto, anche divenendo un'apprezzata soprano; arte che, dato il lignaggio della famiglia, non portò mai sulle scene.
La sua vita privata ebbe qualche notorietà quando, nel 1926, dopo aver divorziato dal barone Karl Schlosser (primo marito sposato a Nizza nel 1909 e dal quale ebbe i figli Elfriede e Hans-Peter) decise di contrarre nuovo matrimonio con lo scultore Rudolf von Weigl (anch'egli barone), morto pochi mesi dopo di tubercolosi, creando un certo scandalo nell'alta società austriaca dell'epoca.
Senz'altra notizia di rilievo, Mercedes Jellinek morì a Vienna il 23 febbraio 1929, sopraffatta da un cancro osseo, e venne sepolta nel cimitero centrale della capitale austriaca.